# Parti vert
Un Parti vert est un parti politique organisé formellement et dont le programme est basé sur les principes de la politique écologique, tels que l'écologisme, la justice sociale et le pacifisme. Les Verts pensent que ces sujets sont intrinsèquement liés. Les Partis verts ont très souvent un programme économique social-démocratique et forment souvent des alliances avec des partis de gauche. Des Partis verts existent dans près de 90 pays à travers le monde. Beaucoup d'entre eux sont membres des Verts mondiaux.

## Orientations politiques
Bien que l'intitulé Parti vert puisse être utilisé librement, un certain nombre de partis écologistes, plus ou moins affiliés, mais néanmoins organisés comme partis politiques et mouvements politiques, reposant sur les quatre piliers des partis verts revendiquent cette identité. Les verts voient la démocratie, le pacifisme, et la justice sociale, comme intimement liés à l'écologie, à la santé humaine et au bien-être. Tous les partis verts suivent plus ou moins les mêmes principes en ce qui a trait à la politique écologique.
Prendre en compte les régions naturelles, limiter les changements climatiques, et protéger la Nature, sont considérés comme indispensables au maintien d'une vie harmonieuse, et peut-être plus encore, fournissent des thématiques neutres pour la résolution des conflits avec les ennemis mortels. Pour les verts, la paix et l'écologie sont indissociablement liées.

## Histoire

### Développements ayant mené aux partis verts
Si la pensée écologique remonte à l'Antiquité - Xénophon a ainsi énoncé les principes les plus importants de l'hypothèse Gaïa - et s'est maintenue par la suite, les partis verts n'ont pas émergé au XIXe siècle contrairement à d'autres types de partis politiques, mais à la fin du XXe siècle. Différentes explications ont été avancées. L'une d'entre elles est que la Révolution industrielle a favorisé des courants de pensées anthropocentriques incluant des valeurs telles que la conquête de la nature, la consommation et le matérialisme.  
Avant les années 1960, la société industrielle connaît un tel succès que ses critiques paraissent irrationnelles, mais cela commence à changer au début des années soixante en raison de l'intérêt accru pour l'environnement dans différents domaines. La publication en 1962 du livre Printemps silencieux de Rachel Carson qui traite de l'impact des pesticides sur l'environnement et, notamment, les oiseaux, joue un rôle important. Six ans plus tard, le Club de Rome est fondé, résultant dans la publication en 1972 des Limites à la croissance. La même année, Edward Goldsmith publie Changer ou disparaître, un texte énonçant la nécessité d'une action politique parallèle à la mobilisation des scientifiques. Goldsmith espère alors que les organisations environnementales vont se regrouper dans un Mouvement pour la survie dans le but d'influencer le gouvernement. Ce regroupement n'a pas lieu et il rejoint l'ancêtre du Parti vert anglais dès 1973.
La question de la participation politique ou non n'est pas la seule à diviser le mouvement à ses débuts. Les écologistes sont également divisés sur la question de savoir s'ils doivent s'engager dans des partis politiques existants ou en créer de nouveaux et sur celle de savoir s'ils doivent être actifs uniquement sur des thèmes directement liés à l'écologie ou s'ils doivent avoir une action plus large incluant par exemple les domaines culturels et sociaux. Sur le plan philosophique, certains souhaitent protéger la nature en raison de sa valeur intrinsèque, tandis que d'autres veulent le faire en raison de son importance pour l'être humain. La réponse à ces différents débats dépendra non seulement des personnes impliquées, mais également des contextes nationaux, qui expliquent en partie la variété de la participation politique des écologistes selon les pays. 
Au début des années 1970, l'émergence de l'écologie comme courant politique est perçue tout au plus comme un événement provisoire par la plupart des observateurs du monde politique. Les problèmes environnementaux qui s'intensifient à partir de cette période - par exemple les pluies acides, la  destruction de la couche d'ozone, la déforestation, la désertification ou la pollution des eaux - préoccupent toutefois progressivement un nombre grandissant de personnes, y compris au sein de la classe politique existante. Les théories bio-centrées continuent par conséquent à se développer et en 1979, James Lovelock publie La Terre est un être vivant: l'hypothèse Gaïa. Le livre de Lovelock est alors rejeté par une grande partie du monde scientifique - les revues Nature et Science refusent par exemple de publier cette théorie - mais l'hypothèse Gaïa est reprise par les partis verts naissants. Le fait que les Partis verts adoptent une philosophie bio-centrée rend difficile leur classement sur un axe gauche-droite, ce dernier ayant été conçu autour de clivages datant de la Révolution industrielle ne remettant pas en cause le bien-fondé de cette dernière. 
Sur le plan sociologique, la naissance des verts pourrait s'expliquer par l'émergence, notamment en Europe occidentale, d'une nouvelle classe moyenne qui se distingue par son niveau d'éducation et par le fait qu'elle a grandi dans une période de paix et de prospérité. Cette nouvelle classe moyenne est davantage post-matérialiste que les précédentes, accordant plus d'attention à des notions telles que la qualité de vie. Ce sont ces valeurs post-matérialistes qui s'expriment durant les mouvements sociaux des années 1970 qui mènent à la création des premiers partis écologistes.

### Émergence des premiers partis verts
Le premier parti vert régional est créé en décembre 1971, à Neuchâtel, en Suisse, avec le Mouvement Populaire pour l'Environnement et obtient huit sièges lors des élections communales de 1972,. Le premier parti vert (le United Tasmania Group) hors d'Europe s'est formé lors d'une réunion publique à Hobart, en Tasmanie (Australie) en mars 1972. En mai 1972, une rencontre entre écologistes à l'université de Victoria à Wellington, en Nouvelle-Zélande, permet de lancer le Values Party, le premier parti vert national. En 1973, le parti People, qui deviendra le Parti de l'écologie en 1975 puis le Parti vert en 1985, est fondé à Coventry, en Angleterre. Il s'agit du seul parti écologiste européen actif au niveau national pendant les années 1970. En 1979, Daniel Brélaz est le premier écologiste à siéger au sein d'un parlement national, le conseil national suisse. Il en est toujours membre. 
Le terme "Verts" est créé par les écologistes allemands, les Grünen, lors de leur première participation à une élection nationale en 1980. L'entrée de ce parti au Bundestag, la chambre basse du parlement allemand, lors des élections législatives de 1983, provoque la formation de partis similaires dans d'autres pays. 
En 2001, les représentants des partis verts de 80 pays ont signé une charte commune, à Canberra, la Charte des Verts mondiaux.

## Participations aux gouvernements
Après avoir été une force d'opposition dans les années quatre-vingt, les Verts ont commencé à siéger dans des gouvernements à partir du milieu des années 1990.
En 1993, Indulis Emsis devint ministre de l'environnement dans le gouvernement letton. Il s'agit du premier écologiste à avoir jamais été ministre dans un gouvernement national. Il y reste jusqu'en 1998. La Ligue verte finlandaise rejoignit elle le gouvernement de centre-gauche du social-démocrate Paavo Lipponen en 1995. Elle y restera jusqu'en 2002.
En 1996, la gauche italienne remporta les élections législatives. Les Verts, membres de la coalition de gauche, participèrent alors au gouvernement, y restant jusqu'à la défaite de la gauche en 2001.
En 1997, la majorité plurielle française remporta les élections législatives, permettant aux Verts français d'entrer à leur tour dans le gouvernement du socialiste Lionel Jospin. Les ministres verts y restèrent jusqu'à la victoire de la droite en 2002. Dominique Voynet 
puis Yves Cochet y furent ministre de l'environnement et de l'aménagement du territoire et Guy Hascoët secrétaire d'État à l'économie sociale.
En 1998, le camp rouge-vert allemand mit fin à seize ans de domination de l'Union chrétienne-démocrate et accéda au pouvoir. Joschka Fischer, qui devint alors ministre des affaires étrangères, a probablement été le ministre vert le plus médiatisé jusqu'à ce jour. Il siégea, avec d'autres écologistes, jusqu'en 2005 dans le gouvernement du social-démocrate Gerhard Schröder.
En 1999, les écologistes belges triomphèrent lors des élections nationales, obtenant près de 15 % des voix. Ils restèrent au gouvernement belge durant une législature dans le gouvernement de Guy Verhofstadt, réunissant libéraux, socialistes et écologistes. En Belgique comme en Allemagne, ils obtinrent la décision de la sortie du nucléaire. En 2004, les écologistes connurent une défaite retentissante aux élections et durent quitter certains gouvernements mais entrèrent dans l'exécutif de la Région bruxelloise. Ils accédèrent à nouveau au gouvernement régional et communautaire au sud du pays (Région wallonne et Communauté française) et à Bruxelles-capitale après les élections de 2009. Seuls à progresser parmi les grands partis francophones alors que la plupart des autres s'écroulaient, ils devinrent à ce moment la troisième force politique de ces trois organes gouvernementaux.
En octobre 2002, les Verts de Lettonie, alliés au parti agrarien, entrèrent dans un gouvernement de centre-droite. En 2004, un vert, Indulis Emsis, occupa même brièvement le poste de premier-ministre. Ils font encore aujourd'hui partie du gouvernement de centre-droite, qu'ils ne dirigent cependant plus.
En avril 2006, la coalition de l'Olivier remporta les élections italiennes, Romano Prodi remplaçant Silvio Berlusconi à la tête du gouvernement. Membres de la coalition, les Verts retournèrent dès lors au gouvernement.
En janvier 2007, les Verts de République tchèque entrèrent à leur tour au gouvernement, siégeant avec les conservateurs de l'ODS et les démocrates-chrétiens. En avril, la Ligue verte finlandaise fit son retour au gouvernement après cinq ans d'absence, cette fois-ci dans un gouvernement de centre-droite. En juin, ce sont les Verts irlandais qui firent leur entrée dans le gouvernement du Fianna Fáil de Bertie Ahern.
En mars 2013, Moana Carcasses Kalosil, écologiste libéral de la Confédération verte, parvient à former un large gouvernement de coalition et devient Premier ministre du Vanuatu. Son parti ne dispose toutefois que de trois sièges sur cinquante-deux dans un Parlement sans majorité, et Carcasses est le seul ministre écologiste dans son propre gouvernement,.

## Partis verts dans le monde
Certains partis se nomment eux-mêmes « Parti vert » :
- Parti vert (Brésil)
- Parti vert (Bulgarie)
- Parti vert (Irlande)
- Parti vert (Irlande du Nord)
- Parti vert (RDA)
- Parti vert (Roumanie)
- Parti vert (Royaume-Uni)
- Parti vert (Slovaquie)
- Parti vert (Tchéquie)
- Parti vert Arc-en-ciel du Massachusetts
- Parti vert EKO
- Parti vert Hasin'i Madagasikara
- Parti vert d'Albanie
- Parti vert d'Aotearoa Nouvelle-Zélande
- Parti vert d'Iran
- Parti vert de Lettonie
- Parti vert de Taïwan
- Parti vert de l'Alberta
- Parti vert de l'Angleterre et du pays de Galles
- Parti vert de l'Illinois
- Parti vert de l'Ontario
- Parti vert de l'Île-du-Prince-Édouard
- Parti vert de la Colombie-Britannique
- Parti vert de la Nouvelle-Écosse
- Parti vert de la Saskatchewan
- Parti vert des États-Unis
- Parti vert du Canada
- Parti vert du Liban
- Parti vert du Manitoba
- Parti vert du Nouveau-Brunswick
- Parti vert du Québec
- Parti vert du Yukon
- Parti vert du pays de Galles
- Parti vert démocratique du Rwanda
- Parti vert estonien
- Parti vert européen
- Parti vert lituanien
- Parti vert mongol
- Parti vert oxygène
- Parti vert écologiste (Roumanie)
- Parti vert écologiste du Mexique
- Parti vert écossais

D'autres préfèrent le qualificatif « écologiste » ou le fait de ne pas faire allusion à l'écologisme dans leur nom, mais sont qualifiés de « partis verts » par des médias et des commentateurs politiques.